# Júcar
Der Júcar (Valencianisch: Xúquer) ist ein rund 500 km  langer Fluss im Südosten Spaniens. Er durchfließt die Provinzen Cuenca, Albacete und Valencia und besitzt ein Einzugsgebiet von 21.600 km2.

## Verlauf

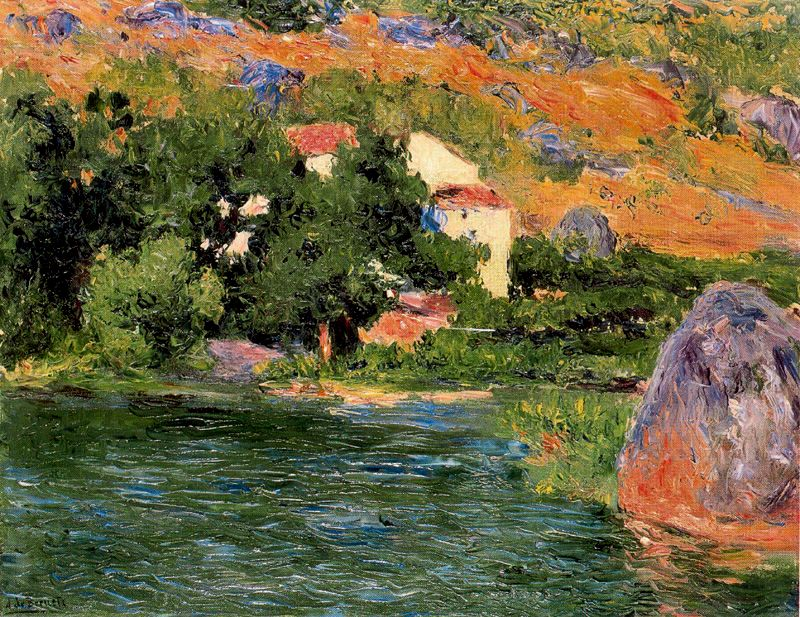
Ufer des Júcar von Aureliano de Beruete (1910)

Der Júcar entspringt in der Serranía de Cuenca an den Hängen des 1700 m hohen Ojuelos de Valdeminguete in der Nähe des Dorfes Tragacete. Von dort aus fließt er in einem Bogen zu der südwestlich am Rande des Gebirges gelegenen Stadt Cuenca. Zuvor noch vor seinem Austritt aus den Bergen durchfließt er mit dem Embalse de La Toba den ersten seiner zahlreichen Stauseen. Von Cuenca aus fließt der Júcar in weitgehend südlicher Richtung, nördlich von Alarcón ist er an der Talsperre Alarcón aufgestaut. Unterhalb der Talsperre durchläuft er eine Zeit lang einen Canyon, danach verläuft er wieder in einer Ebene, bis er bei Villalgordo del Júcar beginnt, in östlicher Richtung zu fließen. Dabei beginnt er erneut Canyons oder zumindest sehr enge Täler mit mittelalterlich geprägten Orten zu durchlaufen, in denen er auch mehrfach aufgestaut wird. Er fließt dabei an den Orten Jorquera, La Recueja und Alcalá del Júcar vorbei und durch die Stauseen Embalse de Tolosa und Embalse del Molinar. Bei der Gemeinde Cofrentes mündet der Cabriel, sein größter Nebenfluss, in ihn. Kurz vor der Mündung befindet sich an seinem Ufer das Kernkraftwerk Cofrentes. Direkt unterhalb der Mündung befindet sich Embalse de Embarcaderos der ohne eigene Staumauer in den Embalse de Cortes de Pallás übergeht, dessen Staumauer sich unterhalb des Ortes Cortes de Pallás befindet. Nur wenig unterhalb dieser Staumauer durchfließt der Júcar mit dem Embalse del Naranjero einen weiteren Stausee und wird nach diesem an der Tous-Talsperre zum letzten Mal aufgestaut. Danach fließt er in der Küstenebene an den Städten Alzira und Sueca, um dann direkt unterhalb von Cullera in den Golf von Valencia zu münden.

## Zuflüsse
Seine Hauptzuflüsse sind:
- Valdemembra
- Canal de María Cristina
- der Bach Abengibre
- Cantabán
- Cabriel, mit 20,92 m³/s der wichtigste Zufluss
- Magro (0,91 m³/s)
- Albaida (4,78 m³/s)
- Escalona
- Sellent
- Cáñoles

## Galerie

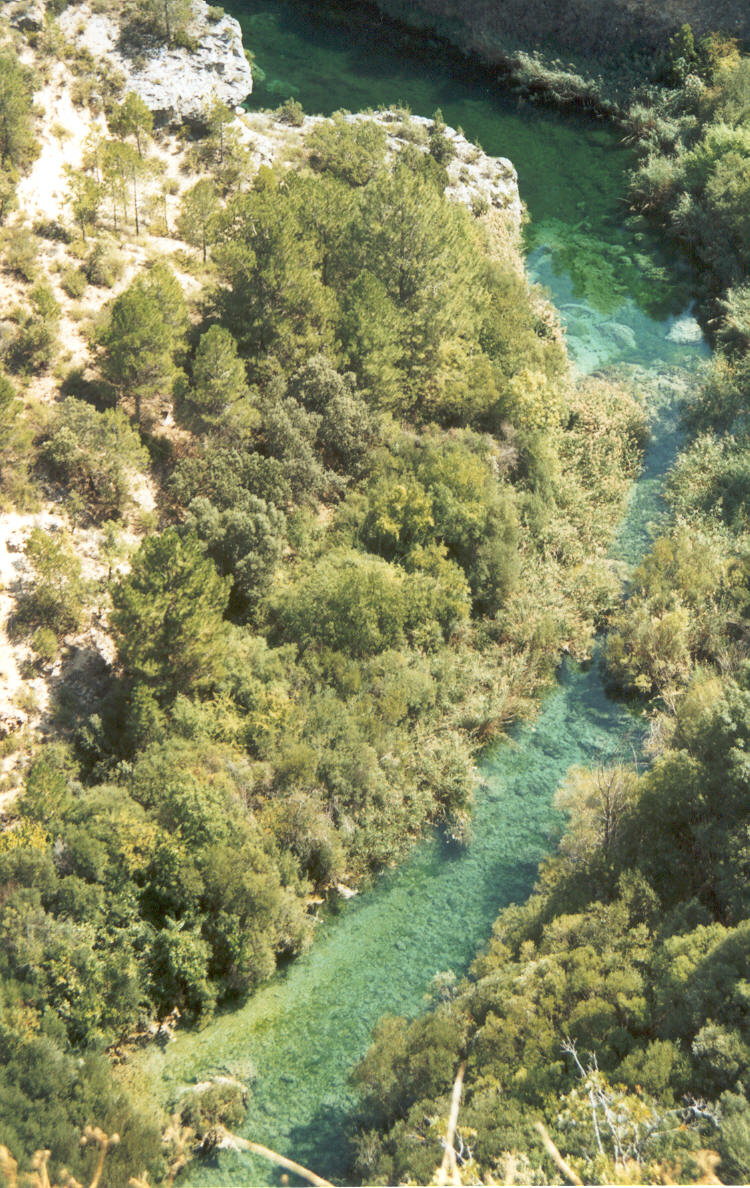
Der Júcar bei Ventano del Diablo (Cuenca)
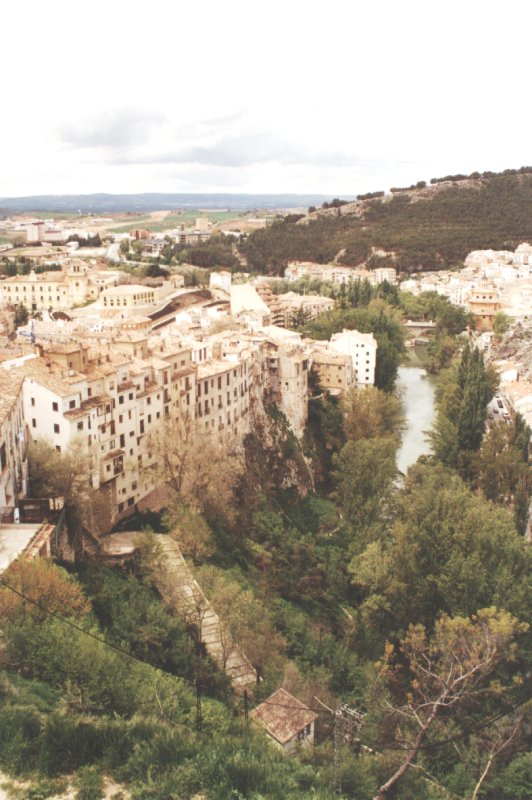
Der Júcar bei Cuenca
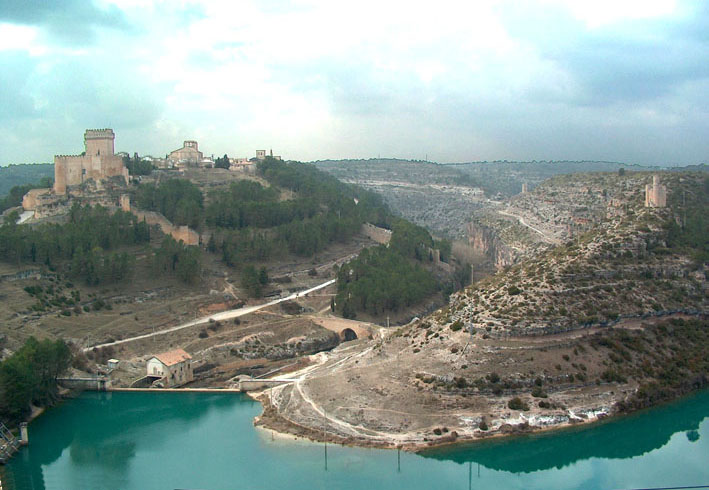
Der Júcar bei Alarcón
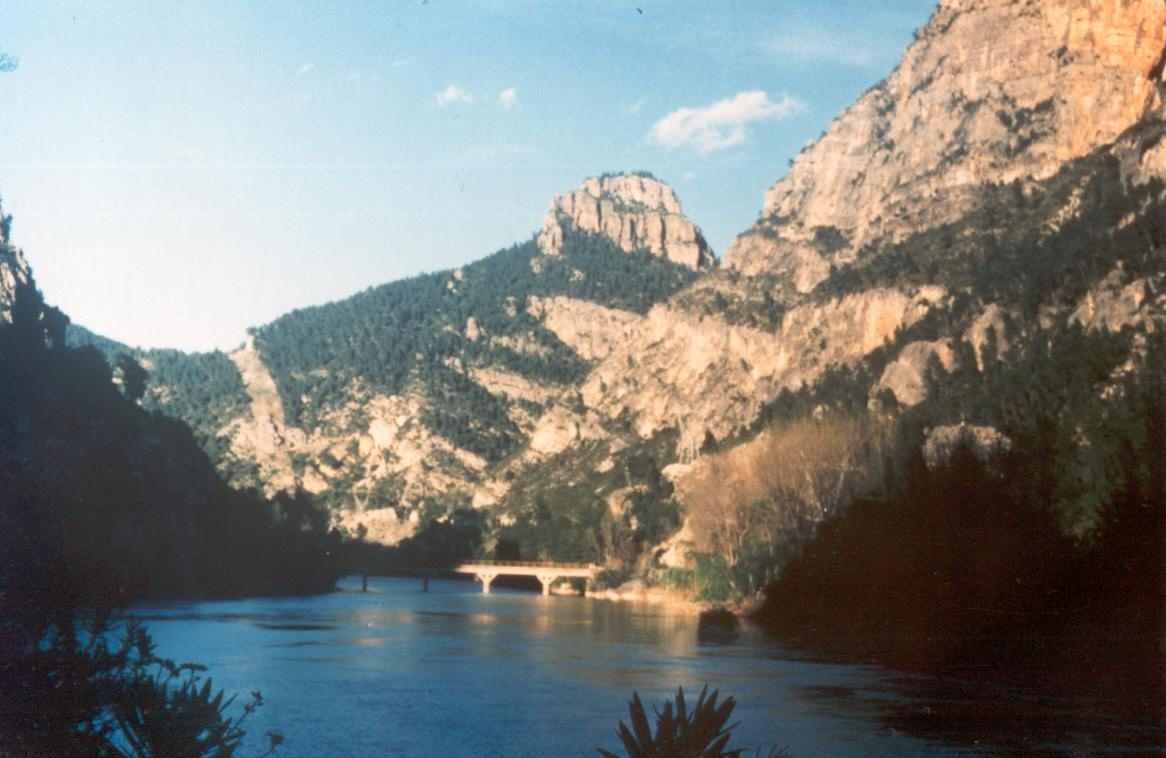
Der Júcar zwischen Cofrentes und Tous
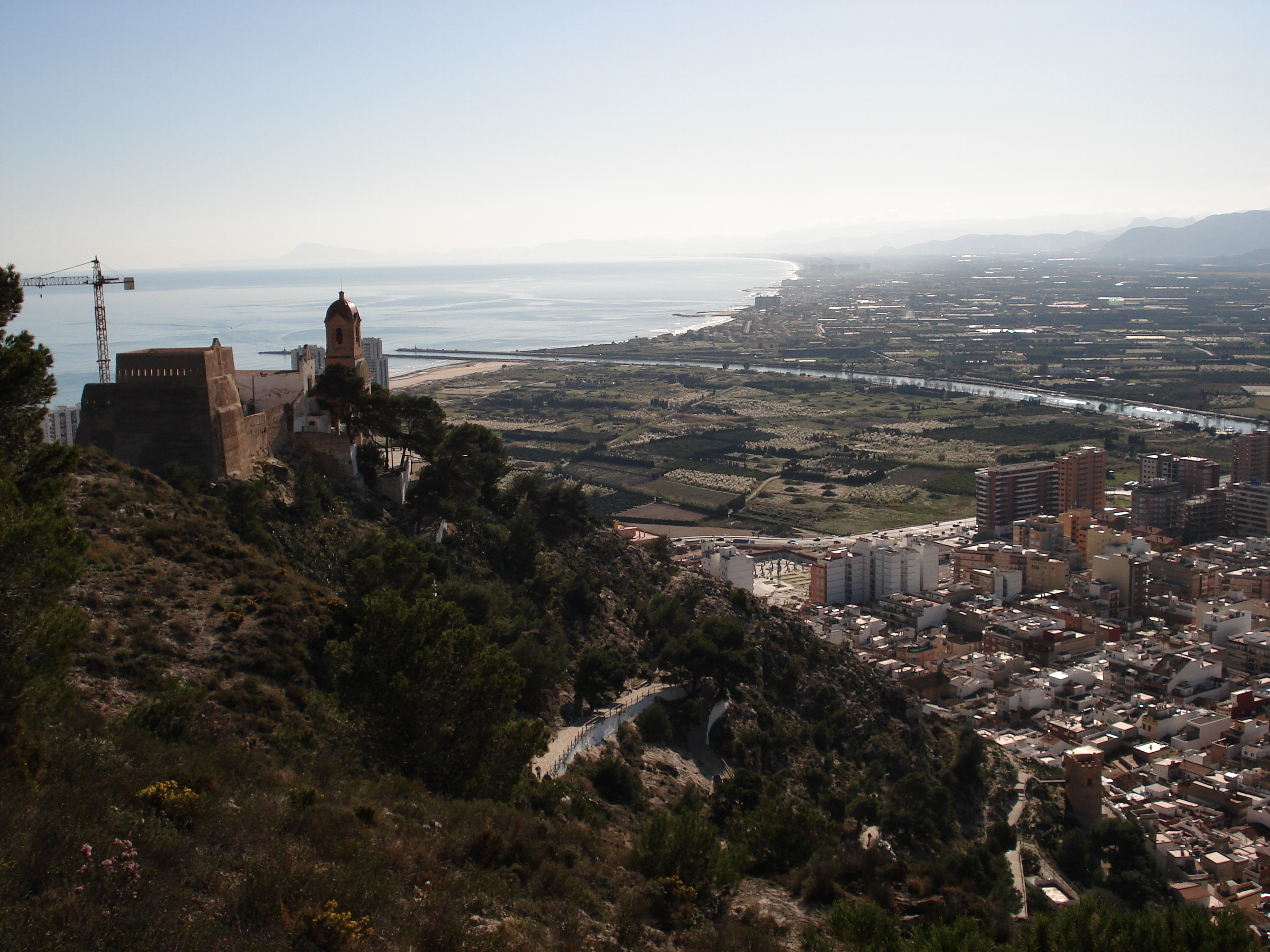
Mündung des Júcar bei Cullera
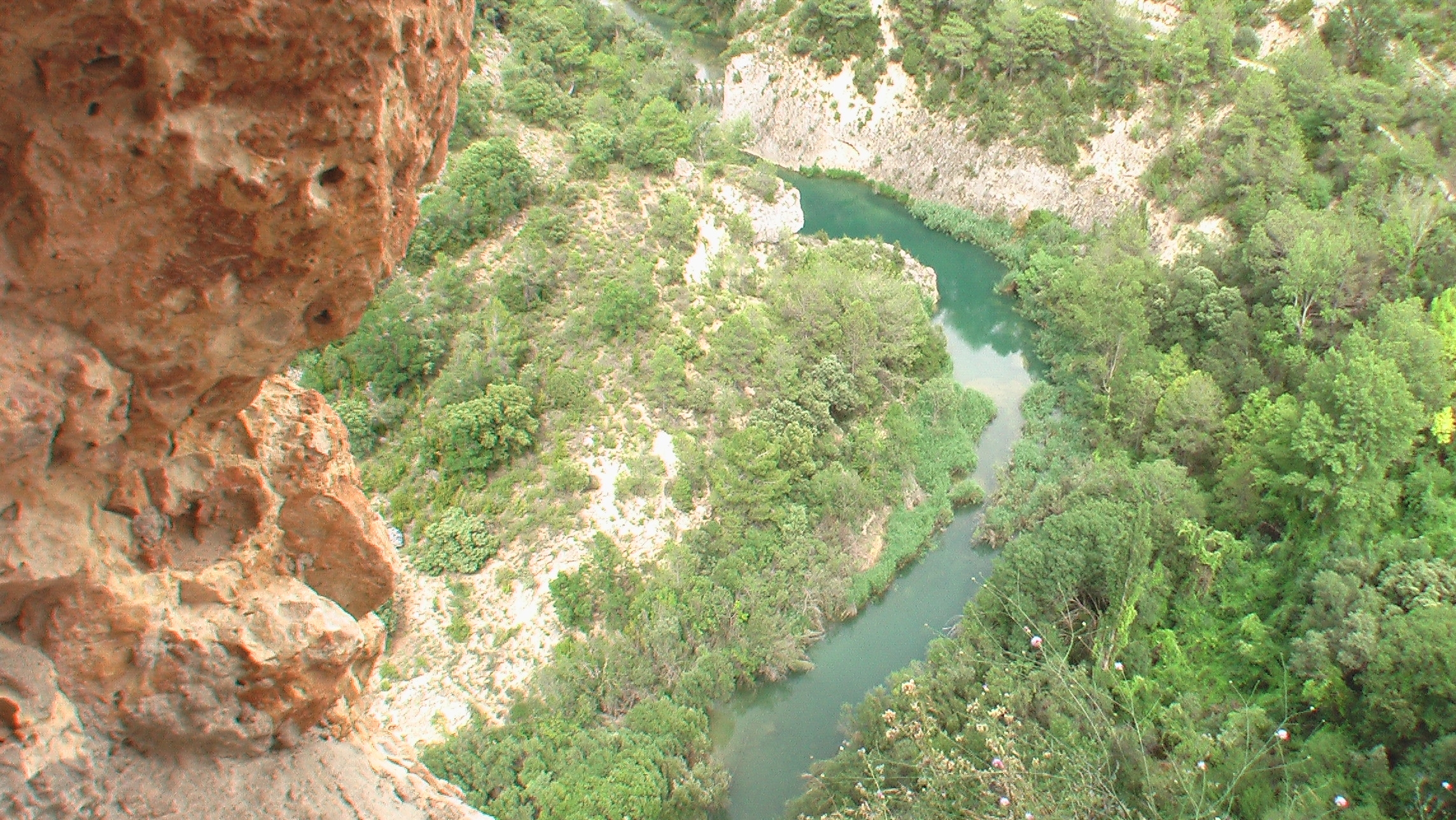
Der Júcar bei Ventano del Diablo